# Municipalita Cchaltubo
Municipalita Cchaltubo (gruzínsky წყალტუბოს მუნიციპალიტეტი) je okres v Gruzii v regionu Imeretie. Jeho hlavním městem je Cchaltubo.
Municipalita Cchaltubo je samosprávní jednotkou v regionu Imeretie. Na jejím území žili lidé již v době kamenné, což potvrzují četné osady objevené při vykopávkách. V Bílé jeskyni se našla nejstarší zbraň na Kavkaze – měděný hrot šípu z 4. až 5. tisíciletí př. n. l. V roce 1920 se stala oficiálním balneologickým (nauka o léčivých vodách) centrem a v roce 1953 získala status města.
Nachází se v centrální částí Imeretie. Municipalita sousedí na východě s městem Kutaisi, na západě se Samtredií a Choni a na jihu s Bagdati a Vani.
V Cchaltubu je 48 sídel: 1 město, 47 vesnic.

## Geografie a podnebí
Municipalita Cchaltubo se nachází východně od Kolkhetské nížiny, v soutěsce řek Rioni a Gubistskali v regionu Imeretie. Jeho správním a hlavním centrem je město Cchaltubo. Na východě sousedí s městem Kutaisi, na západě se Samtredií a Choni, na severu s Cageri a Ambrolauri a na jihu s Bagdati a Vani. Hlavní řekou je Rioni s přítoky Tskaltubostskali a Gubistskali. Na území municipality se nacházejí jezero Tavšava (anglicky Tavshava Lake) a uměle vytvořené Studené jezero.
Municipalita Cchaltubo má vlhké subtropické podnebí s krátkými zimami a horkými léty. Z hlediska teploty vzduchu je jedním z nejteplejších měst v Gruzii. Průměrnou roční teplota je 15 °C. Průměrná teplota v srpnu je 28 °C až 30 °C, v lednu a únoru 5 °C.

## Galerie

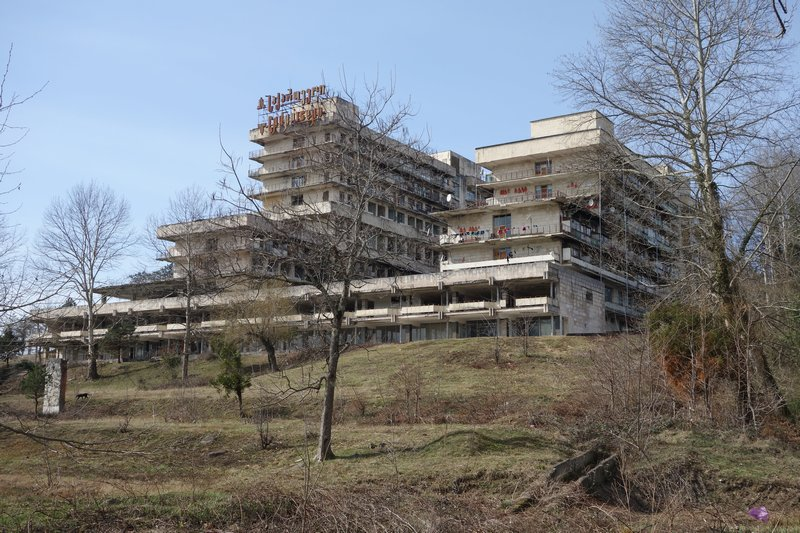
Hotel Sakartvelo
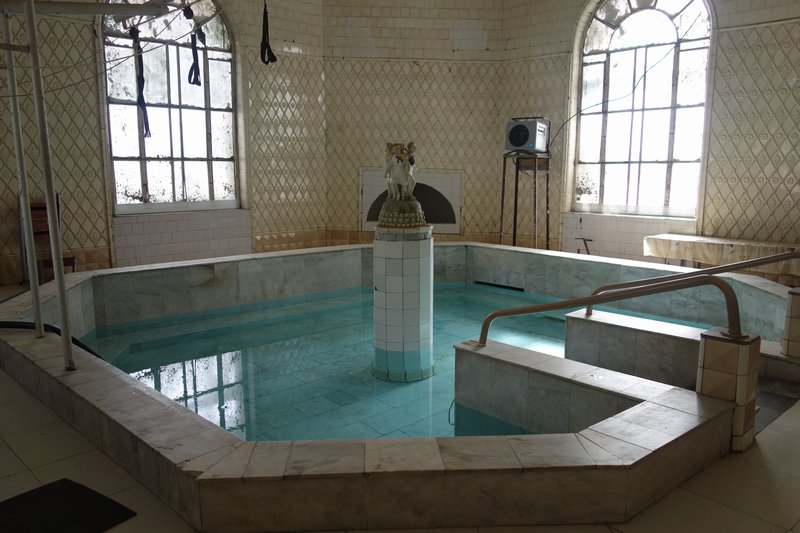
Lázně Cchaltubo
Hotel Shaxtiori (anglicky Hotel Shaxtiori) v 50. letech 20. století